# Bandaliera
A Bandaliera é uma banda de rock formada na cidade de Porto Alegre, Brasil em 1982. 

## Integrantes
- Alemão Ronaldo - Voz
- Fábio Ly - Bateria
- João Guedes - Baixo
- Tavinho Fumagalli - Guitarra
- Gabriel Guedes - Guitarra

## História
Nascida no IAPI, a Bandaliera surgiu a partir de composições e incentivo de Fughetti Luz. A primeira apresentação aconteceu em agosto de 1982 em uma festa do Studio 576, no bairro Scharlau, em São Leopoldo, onde abririam o show da Taranatiriça.
Ao longo da carreira, lançou 6 álbuns e ficou conhecida por músicas consideradas clássicos do rock gaúcho como Campo Minado e Nosso Lado Animal.
A banda separou-se em 2004, quando Alemão Ronaldo decidiu sair em carreira solo, lançando o disco Onde o amor se esconde. Os outros integrantes formaram a banda Automóvel Verde, lançando o primeiro disco homônimo também nesse mesmo ano. A Bandaliera voltou a se reunir para uma turnê de 40 anos em 2022.

## Discografia[2]
- Nosso Lado Animal (1987) - Continental/RBS Discos
- Ao Vivo (1991) - RGE
- Estação de Pedro (1993) - Independente
- Bandaliera 15 Anos (1998) - Independente
- Bye Flowers (2000) - Stop Records
- Bandaliera 20 Anos (2002) - Kives Music

## Prêmios e indicações

### Prêmio Açorianos
| Ano  | Categoria              | Indicação  | Resultado |
| ---- | ---------------------- | ---------- | --------- |
| 2000 | Espetáculo de Pop/Rock | Bandaliera | Indicado  |
| 2000 | Grupo de Pop/Rock      | Bandaliera | Indicado  |

## Curiosidades
- A Bandaliera foi uma banda montada por Fughetti Luz, ex-integrante de Liverpool e Bixo da Seda, para tocar suas músicas [4]
- Duca Leindecker foi guitarrista em uma das primeiras formações da Banda, época em que lançou seu primeiro disco solo pela Acit em 1988
- O disco lançado em 1991 foi o primeiro álbum gravado ao vivo por uma banda de rock gaúcho[5], segundo entrevista concedida por Alemão Ronaldo ao Zero Hora (informação contestável, tendo em vista que ao menos uma banda de rock gaúcho já havia gravado um disco ao vivo, os Engenheiros do Hawaii, em 1989 - álbum Alívio Imediato)[6][7].